# Старопетликовский сельский совет
Старопетликовский сельский совет (укр. Старопетликівська сільська рада) — входит в состав
Бучачского района
Тернопольской области
Украины.
Административный центр сельского совета находится в 
с. Старые Петликовцы.

## История
- 1944 — дата образования.

## Населённые пункты совета
- с. Старые Петликовцы
- с. Белявинцы